# Phanxicô Xaviê
Thánh Phanxicô Xaviê (tên khai sinh là Francisco de Jasso y Azpilicueta; tiếng Latinh: Franciscus Xaverius; tiếng Basque: Frantzisko Xabierkoa; tiếng Pháp: François Xavier; tiếng Tây Ban Nha: Francisco Javier; tiếng Bồ Đào Nha: Francisco Xavier; 7 tháng 4 năm 1506 – 3 tháng 12 năm 1552) là nhà truyền giáo Công giáo người Tây Ban Nha và là một trong những người sáng lập ra Dòng Tên. Ngài là người đã nhân danh Đế quốc Bồ Đào Nha thực hiện sứ mạng truyền giáo tiên khởi tại Nhật Bản.
Sinh ra tại thị trấn Javier, Tây Ban Nha, ngài từng là đồng bạn của cha Inhaxiô Loyola và là một trong bảy thầy Dòng Tên tuyên khấn khó nghèo cùng khiết tịnh tại Montmartre, Paris vào năm 1534. Ngài lãnh đạo một sứ mạng truyền giáo rộng khắp châu Á, mà chủ yếu là trên lãnh thổ Đế quốc Bồ Đào Nha ở phía Đông, và là người rất có tầm ảnh hưởng trong công cuộc rao giảng Tin Mừng, mà điển hình là tại nước Ấn Độ thời kỳ cận đại. Ngài có đóng góp rất nhiều vào sứ vụ truyền giáo tại nước Ấn Độ thuộc Bồ Đào Nha. Năm 1546, ngài đã đề xuất với vua Bồ Đào Nha là Đức João III trong một bức thư về việc thành lập Tòa án dị giáo Goa. Tuy có một số nguồn cho rằng ngài từng đề nghị thành lập một thừa tác vụ đặc biệt để truyền bá đạo Kitô vào sâu trong lãnh địa Goa, một số nguồn khác thì lại bác bỏ ý kiến này. Với cương vị sứ giả của vua Bồ Đào Nha, ngài cũng là nhà truyền giáo lớn tiên phong rao giảng Tin Mừng tại đảo Borneo, quần đảo Maluku, Nhật Bản, cùng một số vùng đất khác. Tại đó, ngài đạt được ít thành tựu trong sứ vụ của mình hơn so với khi ngài còn ở Ấn Độ vì sự khó khăn trong quá trình học tiếng địa phương. Cha Phanxicô có dự định đi truyền giáo tại nước Đại Minh, tuy nhiên ngài đã mất trên đảo Thượng Xuyên trước khi thực hiện được dự định này.
Cha Phanxicô Xaviê đã được Đức Giáo hoàng Phaolô V phong chân phước vào ngày 25 tháng 12 năm 1619 và được Đức Giáo hoàng Grêgôriô XV tôn phong hiển thánh vào ngày 12 tháng 3 năm 1622. Đến năm 1624, ngài được phong làm thánh bổn mạng của nước Navarra. Ngài là một trong những nhà truyền giáo vĩ đại nhất từ sau khi Thánh Phaolô Tông đồ mất và được biết đến với nhiều danh hiệu như "Tông đồ vùng Đông Ấn", "Tông đồ vùng Viễn Đông", "Tông đồ Trung Hoa" và "Tông đồ Nhật Bản". Năm 1927, Đức Giáo hoàng Piô XI đã ban hành sắc lệnh "Apostolicorum in Missionibus", phong Thánh Phanxicô Xaviê cùng Thánh Têrêxa thành Lisieux làm bổn mạng các xứ truyền giáo. Hiện nay ngài là thánh bổn mạng của vùng tự trị Navarra cùng với Thánh Firminô. Ngày truyền thống Vùng tự trị Navarra đánh dấu ngày mất của thánh Phanxicô Xaviê, tức vào ngày 3 tháng 12 hàng năm.